# Impatiens rufescens
Impatiens rufescens är en balsaminväxtart som beskrevs av George Bentham, Robert Wight och Arn. Impatiens rufescens ingår i släktet balsaminer, och familjen balsaminväxter. Utöver nominatformen finns också underarten I. r. agastyamalayensis.